# Tadas Rinkunas
Tadas Rinkunas (Kaunas, 30 marzo 1991) è un cestista lituano.